# Partido Europeu
O Partido Europeu (Ευρωπαϊκό Κόμμα, transl. Evropaikó Komma, geralmente referido como Evroko) foi um partido político do Chipre, fundado em 2005, membro do Partido Democrata Europeu. Foi constituído mediante a fusão do partido Novos Horizontes (em grego, Νέοι Ορίζοντες, transl. Néoi Orízontes) com dissidentes do DISY - ambos considerados os mais nacionalistas, antiturcos e anti-imigrantes entre os partidos cipriotas gregos.
O Evroko defendia a manutenção da influência grega no Chipre e adotou uma posição linha-dura no tocante à chamada questão cipriota, Rejeitava qualquer compromisso com a Turquia ou o Chipre do Norte (dominado pela Turquia), tal como preconizava o Plano Annan para Chipre - também conhecido como  Plano de Reunificação do Chipre. O partido defendia a integração europeia e era membro do Partido Democrático Europeu. Também era favorável a políticas econômicas de livre mercado semelhantes às preconizadas pela Aliança Democrática e pelo Partido Democrata. Nas campanhas eleitorais, o Evroko reacendeu ressentimentos xenófobos, sugerindo que os cipriotas gregos tornar-se-iam uma minoria no seu próprio país, ameaçados por estrangeiros criminosos e ilegais, que roubariam os seus empregos
Nas eleições de 21 de maio de 2006, o partido ganhou 5,8% e três dos 56 assentos. Nas eleições para o Parlamento Europeu de 2009, obteve 4,12% dos votos. Nas eleições legislativas de 2011, conseguiu 3,88% e dois dos 56 assentos. Mas, em 2013, Nikos Koutsou, um dos dois eleitos para o parlamento, deixou o partido para se tornar independente. Na eleição do Parlamento Europeu de 2014, o partido formou uma coligação com a Aliança Democrática (DISY). Ambos os assentos conquistados pela coligação foram para membros do DISY.
Em março de 2016, o partido se dissolveu, fundindo-se com o Movimento Solidariedade (em grego, Κίνημα Αλληλεγγύη, Kínima Allilengyi).